# Michael Brüggemann (Theologe)

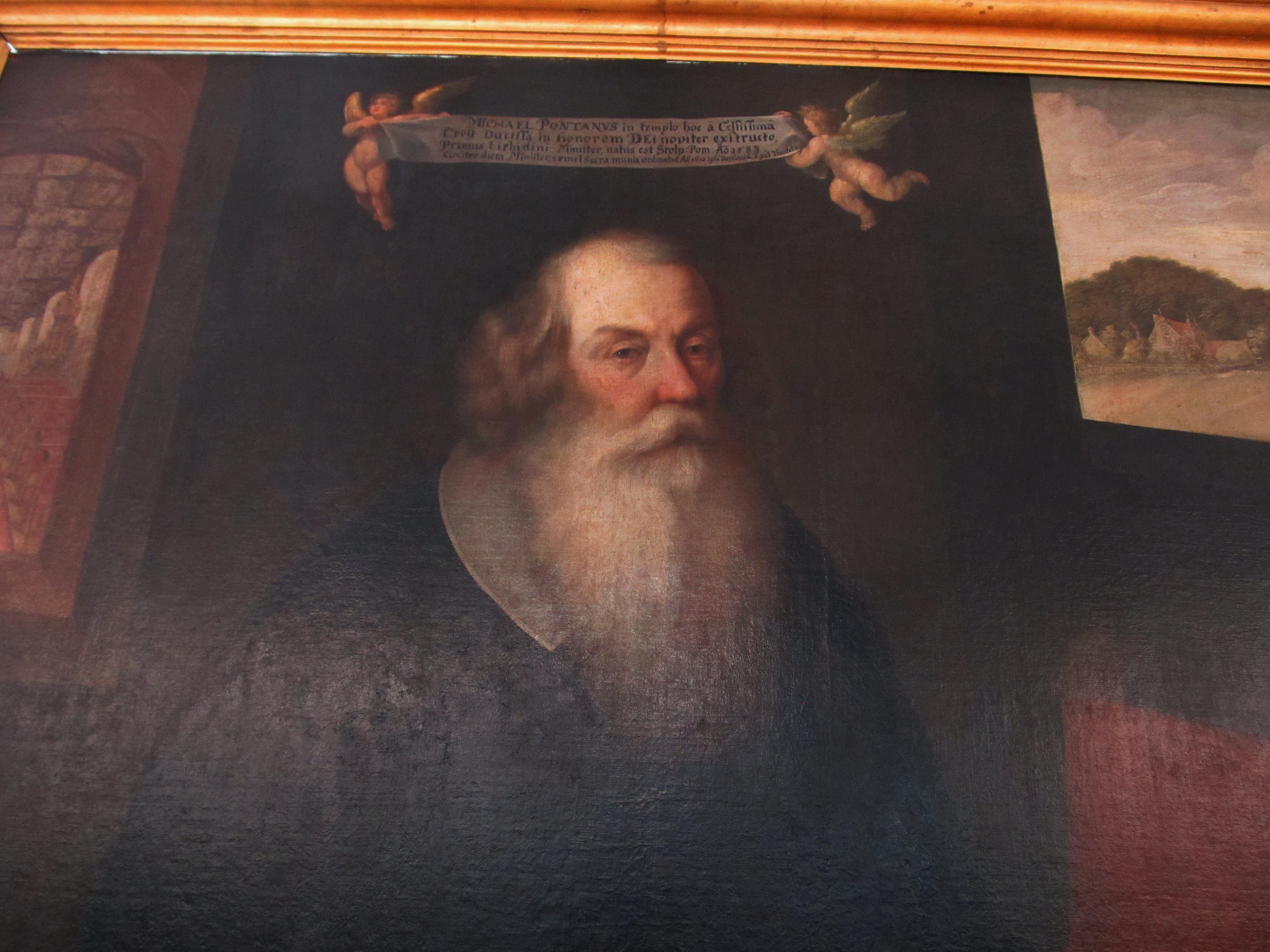
Michael Brüggemann/Pontanus/Michał Mostnik Porträt im Mittelpommerschen Museum in Słupsk

Michael Brüggemann (* 1583 in Stolp in Hinterpommern; † 7. September 1654 Schmolsin), auch unter dem Namen  Michael Brückmann bekannt, nach von ihm selbst verwendeten Übersetzungen seines Namens auch lateinisch Michael Pontanus und polnisch Michał Mostnik, war ein lutherischer Theologe.

## Leben

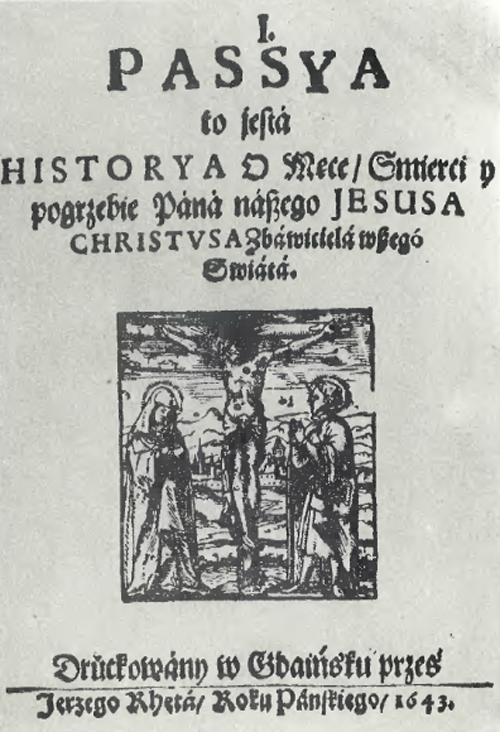
Katechismusübersetzung von Michael Brüggemann/Potanus/Michał Mostnik

Brüggemann war von 1610 bis 1654 Pfarrer in Schmolsin bei Stolp und Hofprediger der Herzogin Anna von Croy (1590–1660). Er beherrschte die kaschubische Sprache im regionalen Dialekt der evangelisch-lutherischen slawischen Bevölkerung Ost-Hinterpommerns, der seit dem 19. Jahrhundert manchmal von der kaschubischen Sprache als slowinzische Sprache unterschieden wird. Er übersetzte den Katechismus Martin Luthers und andere theologische Werke und Sachbücher in die regionale polnische Literatursprache Pommerellens mit slowinzisch-kaschubischen Einflüssen. Einige polnische Historiker bezweifeln die alte Vorstellung, dass Brüggemann selbst Kaschubisch und Polnisch beherrschte, sondern glauben, dass er nur die Übersetzung und Drucklegung in Danzig in Auftrag gab.
Die Herzogin ließ ihn einmal von einem Nebenzimmer aus, in dem sich ein Kunstmaler versteckt hielt, gegen seinen Willen heimlich malen. Das Bild in Lebensgröße, das ihn mit grauen Haaren und langem Bart zeigt, hing viele Jahre in der Schmolsiner Dorfkirche, heute im Mittelpommerschen Museum in Stolp (polnisch Muzeum Pomorza Środkowego w Słupsku).